# F-Droid
F-Droid é uma loja de software para Android, tem uma função similar à da Google Play. O repositório principal, hospedado pelo projeto, contém apenas aplicativos livres e de código aberto. Os aplicativos podem ser navegados, baixados e instalados a partir do site ou do F-Droid sem a necessidade de registro. As "anti-features" tais como publicidade, rastreamento de usuários ou dependência de software não livre são sinalizados nas descrições dos aplicativos.
O site também oferece o código fonte dos aplicativos que hospeda e também o software que executa o servidor do F-Droid, permitindo que qualquer pessoa possa configurar seu próprio repositório de aplicativos.

## História
O F-Droid foi fundado por Ciaran Gultnieks em 2010. O cliente foi forkeado a partir do código fonte do Aptoide. O projeto agora é administrado pela empresa inglesa sem fins lucrativos F-Droid Limited.
Replicant, uma ROM Android com software totalmente livre, usa o F-Droid como sua loja de aplicativos padrão e recomendada. O The Guardian Project, um conjunto de aplicativos Android gratuitos e seguros, começou a rodar seu próprio repositório F-Droid no início de 2012. Em 2012, a Free Software Foundation Europe apresentou o F-Droid em sua campanha Free Your Android! para aumentar a conscientização sobre os riscos de privacidade e segurança do software proprietário. O F-Droid foi escolhido como parte da iniciativa GNU a Day do Projeto GNU durante seu 30º aniversário para incentivar o uso de software livre.
Em março de 2016 o F-Droid fez uma parceria com o The Guardian Project e CopperheadOS com o objetivo de criar "uma solução que pode ser comprovadamente confiável desde o sistema operacional, através da rede e serviços de rede, até as próprias lojas de aplicativos e aplicativos".
Em 16 de julho de 2019, o projeto publicou uma "Declaração Pública sobre a Neutralidade do Software Livre". Esta declaração foi emitida para abordar a falha do projeto em prevenir "opressão ou assédio ... em seus canais de comunicação, incluindo seu fórum", a controvérsia em torno do site de midia social alt-tech "Gab, e para explicar como o Fediverse Tusky bloqueou o acesso a este site, enquanto o Fedilab permitiu que seus usuários escolhessem, era consistente com seus princípios. Foram consideradas ações contra vários aplicativos, incluindo o Librem One da Purism, para excluí-las por permitir o acesso a sites como o Gab ou o spinster.xyz.

## Alcance do projeto
O site do F-Droid lista os aplicativos hospedados, mais de 3.800; o Google Play Store lista cerca de 3 milhões de aplicativos. O projeto incorpora vários subprojetos de software:
- Cliente para pesquisa, download, verificação e atualização de aplicativos do android a partir de um repositório F-Droid.
- fdroidserver - ferramenta para gerenciar os repositórios existentes e criar novos.
- Gerador de sites baseado em Jekyll para um repositório.

O F-Droid constrói aplicativos a partir do código fonte disponível publicamente e livremente licenciado. O projeto diz que é executado inteiramente por voluntários e não tem processo formal de revisão de aplicativos, mas alguns contribuintes foram pagos por seu trabalho. Os usuários ou os próprios desenvolvedores são responsáveis por adicionar novos aplicativos, garantindo que eles sejam livres de software proprietário.

## Cliente

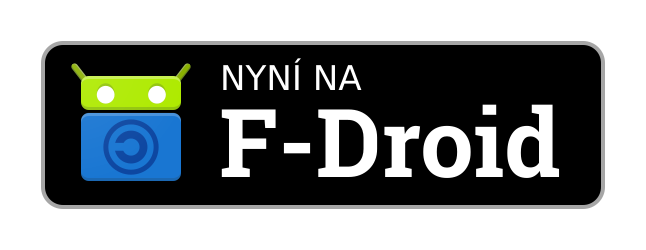
Uma versão checa do emblema "Get on F-Droid".

O F-Droid não está disponível no Google Play. Para instalar o  F-Droid, o usuário tem que permitir a instalação a partir de "Fontes desconhecidas" nas configurações do Android e instalar o .apk do F-Droid a partir do site oficial.
O cliente foi projetado para ser resistente contra a vigilância, censura e conexões de Internet não confiáveis. Para promover o anonimato, ele suporta proxies HTTP e repositórios hospedados nos serviços do Tor. Os dispositivos do cliente  podem funcionar como "lojas de aplicativos" improvisadas, distribuindo aplicativos baixados para outros dispositivos através do Wi-Fi local, Bluetooth e Android Beam. O F-Droid oferece automaticamente atualizações para aplicativos instalados quando a extensão "F-Droid Privileged" é instalada, as atualizações também podem ser instaladas pelo próprio aplicativo em segundo plano. Entretanto, as atualizações automáticas não são ativadas por padrão. A extensão requer que o dispositivo tenha acesso root, ou que seja capaz de "flashear" um zip.

## Gerenciamento de chaves
O Android verifica se as atualizações são assinadas com a mesma chave, impedindo que outros distribuam atualizações que são assinadas por uma chave diferente.
Originalmente, o Google Play exigia que os aplicativos fossem assinados pelo desenvolvedor do aplicativo, enquanto o F-Droid permitia apenas suas próprias chaves de assinatura. Assim, aplicativos instalados anteriormente de outra fonte têm que ser reinstalados para receber atualizações.
Em setembro de 2017 o Google começou a oferecer aos desenvolvedores um serviço de chave de assinatura gerenciado pelo Google Play, oferecendo um serviço similar ao que o F-Droid oferecia desde 2011, e o F-Droid agora permite que os desenvolvedores usem suas próprias chaves através da reprodução de builds.

## Problemas de segurança
Em 2012, o F-Droid anunciou que havia removido um aplicativo devido a uma falha de segurança que poderia vazar informações pessoais. Em 2017, o F-Droid declarou "Nenhum malware foi encontrado no f-droid.org em seus 7 anos de operação." Em 2022, o F-Droid descobriu que mais de 20 aplicativos distribuídos continham "vulnerabilidades conhecidas".

## Recepção
Em agosto de 2019, Rae Hodge, da CNET, recomendou o F-Droid como forma de evitar malware de aplicativos do Google, o que, segundo o Google, era de baixo risco. Diz-se que as vantagens do F-Droid incluem melhores chances de segurança do software de código aberto, evitar rastreamento em aplicativos e um "processo de auditoria de segurança rigoroso", sem custos ocultos e maior personalização. As desvantagens seriam a falta de um sistema de classificação, apenas cerca de 2.600 aplicativos no F-Droid, contra mais de 2,5 milhões na Play Store, e um processo mais manual para atualização de aplicativos. Os editores alertaram que o F-Droid pode dar aos usuários mais controle e melhor privacidade e segurança, mas também exige mais diligência.
Num artigo detalhado de abril de 2022 para o HowtoGeek, Joe Fedewa escreveu “A seleção de aplicativos é muito menor no F-Droid do que na Play Store, cerca de 3.000 em comparação com cerca de 3 milhões, mas isso é de se esperar. Se você deseja des-Google sua vida um pouco, ou apenas quer experimentar alguns aplicativos que tenham uma ética melhor, o F-Droid é um ótimo lugar para ir."
Num artigo detalhado de dezembro de 2022 na Popular Science, Justin Pot escreveu "O F-Droid não substituirá a Google Play para a maioria das pessoas, mas é uma alternativa simples e agradável para encontrar aplicativos gratuitos e seguros antes de mergulhar no pântano que é a loja de aplicativos da Google."